# Samson Satele
Samson H. Satele (* 29. listopadu 1984 v Kailuae, stát Havaj) je bývalý hráč amerického fotbalu, který nastupoval na pozici Centra v National Football League. Univerzitnífotbal hrál za University of Hawaii na Havaji, poté byl vybrán v druhém kole Draftu NFL 2007 týmem Miami Dolphins.

## Vysoká škola
Satele navštěvoval Kailua High School, kde se věnoval americkému fotbalu, basketbalu, vrhu koulí a hodu diskem. Byl zvolen nejlepším atletem své školy a vybrán do prvního týmu All-State na pozici Offensive linemana.

## Univerzitní fotbal
Na University of Hawaii Satele vystudoval obor sociologie.
Do prvního utkání sezóny 2003 vstupuje na pozici levého Tackla, poté si připisuje 13 odehraných zápasů jako levý Guard a za své výkony je vybrán do druhého týmu All-WAC. O rok později svá čísla a úspěchy zopakuje, tentokrát však odehraje tři zápasy na pozici Centra. V sezóně 2005 odehraje všech 12 utkání jako levý Guard a je vybrán do prvního týmu All-WAC, když pomůže svému týmu k druhé nejlepší pasové hře (384 yardů na zápas) a jedenácté nejlepší ofenzívě celkem (476 yardů na zápas) v celé soutěži. V posledním roce vede tým jako kapitán do dvanácti utkání už z pozice Centra. Znovu je vybrán do prvního týmu All-WAC, jím vedená ofenzíva zaznamená nejvíc v soutěži yardů na zápas (559), bodů na zápas (47) a počet získaných yardů pasovou hrou na zápas (441).

## Profesionální kariéra

### Miami Dolphins
Samson Satele byl vybrán v druhém kole Draftu NFL 2007 na 60. místě celkově týmem Miami Dolphins. Jako nováček odehrál čtyři přípravná utkání a všech 16 zápasů základní části jako Center. Za své výkony byl vybrán do týmů hvězd nováčků podle Dallas Morning News, NFL.com a Pro Football Weekly/Pro Football Writers of America. V sezóně 2008 znovu odehrál plný počet utkání, ze začátku jako Center a později občas jako Guard. Před sezónou 2009 Dolphins podepsali smlouvu s Jakem Groovem, což vyvolalo spekulace, že Satele bude přemístěn na pozici pravého Guarda. Dolphnis ho místo toho 23. března 2009 vyměnili spolu s právem volby v šestém kole Draftu NFL za právo volby ve čtvrtém kole draftu do týmu Oakland Raiders.

### Oakland Raiders
V sezóně 2009 se Satele stal devátým startujícím Centrem v historii Raiders a odehrál 12 utkání. Na začátku sezóny 2010 byl degradován na pozici dvojky na úkor nováčka Jareda Veldheera, ale tato situace trvala pouze jeden týden. Satele dostal pozici startujícího Centra zpátky a poté zde odehrál i zbývajících 15 zápasů základní části, takže přispěl k celkové bilanci Raiders 8-8, nejlepší od sezóny 2002. Spolu s Robertem Gallerym (12 utkání, levý Guard) a Cooperem Carlislem (16 utkání, pravý Guard) pomohli Darrenu McFaddenovi naběhat 1 157 yardů a ofenzívě k zisku 410 nasbíraných bodů. O rok později s novým levým Guardem Stefenem Wisniewskim offensive line Raiders již nebyla tak efektivní, nasbírala pouze 359 bodů, přitom bilance týmu 8-8 zůstala stejná.

### Indianapolis Colts
21. března 2012 Samson Satele podepsal smlouvu s Indianapolis Colts a nahrazuje tak Jeffa Saturdaye, dlouholetého Centra Colts, několikanásobného účastníka Pro Bowlu a ikonu indianapoliských fanoušků. Okamžitě se stal startujícím Centrem, ale ze šestnácti zápasů v základní části jich vinou zranění odehrál pouze jedenáct plus utkání prvního kola play-off proti Baltimore Ravens. Pozici si udržel i v následující sezóně, ve které nastoupil do třinácti zápasů, nicméně po sezóně byl 6. března propuštěn.

### Podruhé u Dolphins
2. srpna 2014 podepisuje Satele podruhé smlouvu s Dolphins, protože se jejich startující Center Mike Pouncey musel podropit operaci. Satele po Pounceyho návratu zůstal překvapivě Centrem a Pouncey se přesunul na pozici pravého Guarda, takže odehrál všech šestnáct utkání základní části.